# 屋部村
屋部村（やぶそん）は、1946年 - 1970年に琉球政府（現在の沖縄県）国頭郡にあった村で、現在の名護市西部にあたる。
現在は屋部地域（屋部支所管内）として名護市の一部に位置づけられている。
1946年に当時の名護町から分離し誕生、1970年に名護町・羽地村・久志村・屋我地村と合併し名護市となり消滅。村役所は字屋部に置かれた。

## 沿革
この地域はもともと名護間切、1908年の島嶼町村制施行で名護村、1924年に名護町の一部だったが、多くが犠牲になった沖縄戦の戦後復興をいち早く進めるため、1946年5月20日に名護町から分離、屋部村が誕生した。
主な産業は農業だが、西部の山入端・安和が採石場だったためセメント工場が何ヶ所か設置された。
沖縄本島北部の中核としての機能を強化するため、1970年8月1日に名護町・羽地村・久志村・屋我地村と合併、名護市となり消滅した。村役所は名護市屋部支所となったが、今後村役所時代からの庁舎を建て替え「屋部地区センター」として生まれ変わる予定。

## 地域
- 旭川（あさひかわ）
- 安和（あわ）
- 宇茂佐（うむさ）
- 宇茂佐の森（うむさのもり）　2011年に宇茂佐から分離（1〜5丁目までついてるが正式な住居表示はしていない）
- 勝山（かつやま）
- 中山（なかやま）
- 屋部（やぶ）
- 山入端（やまのは）

## 隣接していた町村
- 名護町（現在の名護市）
- 羽地村（現在の名護市）
- 本部町
- 今帰仁村

## 自然
- 名護湾
- 嘉津宇岳

## 現在の名護市屋部地域
合併後、市街地に近い宇茂佐を中心にベッドタウン化が進み、旧名護町域の為又や大北、宮里と合わせて多くの住宅が建設され、人口が増加した。1990年代前半に名桜大学や北部看護学校が為又に開学・開校すると学生向けの住宅も建ち始め、一気に街は大きく変貌した。しかしその他の集落では海岸に近い国道449号沿いに住宅が集中しているだけで、内陸には住宅が少ない。
道路も1975年の海洋博覧会開催決定後は本部町の会場へのアクセス道路となる本部循環線（現在の国道449号）と現在の県道84号が整備された。特に内陸を通る県道84号はかつての山道から現在では博覧会会場跡である海洋博公園への観光アクセス道路として大きく変貌した。宇茂佐を過ぎると住宅は一気に少なくなるが、パイナップル畑や隣接する本部町伊豆味では温州みかんやシークヮーサーの産地であることから土産品店や露店が多い。また、日本一早い桜（カンヒザクラ）の名所である本部町の八重岳にも近く、満開になると沿線にまで桜色に染まるようになる。一方、海岸沿いを通る国道449号（本部循環線）は本部町に近い安和や山入端に採石場やセメント工場があり、そこから出入りするダンプカーの往来で道路事情があまりよくなかったが、平成以降に名護バイパスや本部南道路のバイパス道路の開通で道路事情は大きく改善され、那覇市から沖縄自動車道を通って海洋博公園へ向かう高速バスなどもこれまでの県道84号経由から国道449号バイパス経由に移った。バイパス開通後もダンプカーは集落を通らずにバイパスを利用して欲しいという地区からの再三の嘆願があるにもかかわらず、集落内を早朝より行き来するダンプカーも少なくない。

### 交通
道路
- 国道449号（本部循環線）
  - 名護バイパス・本部南道路
- 沖縄県道72号名護運天港線（主要地方道）
- 沖縄県道84号名護本部線（主要地方道）
- 沖縄県道244号渡久地山入端線

路線バス
名護バスターミナルから琉球バス交通と沖縄バスが共同運行という形で運行している
- 65番＆66番・本部半島線　国道449号（現道）を通る路線（65番は本部方面、66番は名護市街方面）、1時間に1〜2本運行
- 70番・備瀬線　県道84号を通る路線、1日に4〜5本運行（但し日中のみで夜の運行はない）
- 76番・瀬底線　県道84号を通る路線、朝と夜の2本のみ

このほか、那覇空港から沖縄自動車道経由で以下の高速バスが運行されており、いずれも国道449号（バイパス）を通っている。
- 117番・高速バス（美ら海直行）（琉球バス交通・沖縄バス・那覇バス共同運行）　屋部地域内は通過
- 888番・やんばる急行バス　このバスのみホテルリゾネックス名護に停車

さらに海洋博公園方面のリムジンバスなども那覇空港から沖縄自動車道経由で運行されており、こちらも国道449号（バイパス）を通っている。

### 学校
- 沖縄県立北部農林高等学校
- 沖縄県立名護特別支援学校
- 沖縄県立桜野特別支援学校
- 名護市立屋部中学校
- 名護市立屋部小学校
- 沖縄三育中学校
- 名護市立屋部小学校
  - 名護市立屋部小学校中山分校
- 名護市立安和小学校

### 主要施設
- 北部地区医師会病院（宇茂佐）
- ホテルリゾネックス名護
- 琉球セメント屋部工場（このほかにも国道449号現道沿いには採石場やセメント工場が点在する）